# Jørgen Gråbak
Jørgen Gråbak (Trondheim, 26 april 1991) is een Noorse noordse combinatieskiër. Gråbak vertegenwoordigde zijn vaderland op de Olympische Winterspelen 2014 in Sotsji en op de Olympische Winterspelen 2018 in Pyeongchang.

## Carrière
Gråbak maakte zijn wereldbekerdebuut in januari 2011 in Schonach. Op 10 december 2011 scoorde hij in Ramsau zijn eerste wereldbekerpunten, een week later behaalde de Noor in Seefeld zijn eerste toptienklassering in een wereldbekerwedstrijd. Op 18 december 2011 stond Gråbak in Seefeld voor de eerste maal in zijn carrière op het podium van een wereldbekerwedstrijd. Op de wereldkampioenschappen noordse combinatie 2013 in Val di Fiemme eindigde hij als 38e op de gundersen normale schans, in de landenwedstrijd sleepte hij samen met Håvard Klemetsen, Magnus Krog en Magnus Moan de zilveren medaille in de wacht. Tijdens de Olympische Winterspelen van 2015 in Sotsji veroverde de Noor de gouden medaille op de gundersen grote schans, samen met Magnus Moan, Håvard Klemetsen en Magnus Krog werd hij olympisch kampioen in de landenwedstrijd.
Op 1 februari 2015 boekte Gråbak in Val di Fiemme zijn eerste wereldbekerzege. In Falun nam hij deel aan de wereldkampioenschappen noordse combinatie 2015. Op dit toernooi eindigde hij als achtste op de gundersen normale schans en als 24e op de gundersen grote schans. In de landenwedstrijd legde hij samen met Magnus Moan, Håvard Klemetsen en Mikko Kokslien beslag op de zilveren medaille. Op de wereldkampioenschappen noordse combinatie 2017 in Lahti eindigde de Noor als elfde op de gundersen normale schans en als 22e op de gundersen grote schans. Samen met Magnus Moan, Mikko Kokslien en Magnus Krog behaalde hij de zilveren medaille in de landenwedstrijd. Tijdens de Olympische Winterspelen van 2018 in Pyeongchang eindigde Gråbak als tiende op de gundersen grote schans en als achttiende op de gundersen normale schans. In de landenwedstrijd sleepte hij samen met Jan Schmid, Espen Andersen en Jarl Magnus Riiber de zilveren medaille in de wacht.
In Seefeld nam hij deel aan de wereldkampioenschappen noordse combinatie 2019. Op dit toernooi eindigde hij als negende op de gundersen normale schans. Samen met Espen Bjørnstad, Jan Schmid en Jarl Magnus Riiber werd hij wereldkampioen in de landenwedstrijd.

## Resultaten

### Olympische Spelen
| Jaar | Plaats      | Resultaten                                 |
| ---- | ----------- | ------------------------------------------ |
| 2014 | Sotsji      | Gundersen LH · Team                        |
| 2018 | Pyeongchang | 18e Gundersen NH · 10e Gundersen LH · Team |

### Wereldkampioenschappen
| Jaar | Plaats        | Resultaten                                 |
| ---- | ------------- | ------------------------------------------ |
| 2013 | Val di Fiemme | 38e Gundersen NH · Team                    |
| 2015 | Falun         | 8e Gundersen NH · 24e Gundersen LH · Team  |
| 2017 | Lahti         | 11e Gundersen NH · 22e Gundersen LH · Team |
| 2019 | Seefeld       | 9e Gundersen NH · DNF Gundersen LH · Team  |

### Wereldbeker
Eindklasseringen
| Seizoen   | Plaats |
| --------- | ------ |
| 2011/2012 | 16e    |
| 2012/2013 | 20e    |
| 2013/2014 | 7e     |
| 2014/2015 | 13e    |
| 2015/2016 | 4e     |
| 2016/2017 | 11e    |
| 2017/2018 | 5e     |
| 2018/2019 | 7e     |
| 2019/2020 | Zilver |

Wereldbekerzeges
| Datum            | Plaats        | Onderdeel    |
| ---------------- | ------------- | ------------ |
| 1 februari 2015  | Val di Fiemme | Gundersen LH |
| 9 februari 2016  | Trondheim     | Gundersen LH |
| 6 maart 2016     | Schonach      | Gundersen NH |
| 12 januari 2018  | Val di Fiemme | Gundersen LH |
| 23 december 2018 | Ramsau        | Gundersen NH |
| 10 februari 2019 | Lahti         | Gundersen LH |